# Elecciones parlamentarias de Finlandia de 2027
Las próximas elecciones parlamentarias de Finlandia se celebrarán el domingo 18 de abril de 2027 para elegir a los 200 miembros del parlamento para el período 2027-2031.

## Contexto
Las elecciones parlamentarias de 2023 otorgaron una victoria al Partido Coalición Nacional de Petteri Orpo con 48 escaños, dejando en tercer lugar al gobernante Partido Socialdemócrata de Finlandia de la primera ministra Sanna Marin. Después de casi dos meses y medio se formó un gobierno mayoritario liderado por Petteri Orpo y conformado junto al ultraderechista Partido de los Finlandeses y los partidos minoritarios Demócrata Cristianos y Partido Popular Sueco.

## Sistema electoral
Los 200 miembros del Parlamento de Finlandia (Eduskunta) son elegidos mediante representación proporcional de lista abierta en 13 distritos electorales plurinominales, con escaños asignados según el método D'Hondt. Cada distrito coincide con las provincias del país. El número de representantes electos es proporcional a los ciudadanos finlandeses residentes en el distrito seis meses antes de las elecciones. Åland tiene un distrito electoral uninominal y su propio sistema de partidos.
| Distrito electoral | Distrito electoral                                                        | Escaños |  |
| ------------------ | ------------------------------------------------------------------------- | ------- |  |
| 01                 | Helsinki                                                                  | 22      |  |
| 02                 | Uusimaa                                                                   | 36      |  |
| 03                 | Finlandia Propia                                                          | 17      |  |
| 04                 | Satakunta                                                                 | 8       |  |
| 05                 | Åland                                                                     | 1       |  |
| 06                 | Tavastia                                                                  | 14      |  |
| 07                 | Pirkanmaa                                                                 | 19      |  |
| 08                 | Finlandia Sudoriental (Carelia Meridional, Savonia del Sur y Kymenlaakso) | 17      |  |
| 09                 | Savonia-Karelia (Savonia del Norte y Carelia Septentrional)               | 15      |  |
| 10                 | Vaasa                                                                     | 16      |  |
| 11                 | Finlandia Central                                                         | 10      |  |
| 12                 | Oulu                                                                      | 18      |  |
| 13                 | Laponia Finlandesa                                                        | 7       |  |

## Partidos políticos
| Partido | Partido                                                                       | Partido | Líder              | Resultado 2023 | Resultado 2023 |
| Partido | Partido                                                                       | Partido | Líder              | Votos          | Escaños        |
| ------- | ----------------------------------------------------------------------------- | ------- | ------------------ | -------------- | -------------- |
|         | Partido Coalición Nacional Kokoomus Samlingspartiet                           | Kok.    | Petteri Orpo       | 20,8%          | 48/200         |
|         | Partido de los Finlandeses Perussuomalaiset Sannfinländarna                   | PS      | Riikka Purra       | 20,1%          | 46/200         |
|         | Partido Socialdemócrata Sosialidemokraattinen puolue Socialdemokratiska parti | SDP     | Antti Lindtman     | 19,9%          | 43/200         |
|         | Partido del Centro Keskusta Centern                                           | Kesk.   | Annika Saarikko    | 11,3%          | 23/200         |
|         | Liga Verde Vihreä liitto Gröna förbundet                                      | Vihr.   | Sofia Virta        | 7,0%           | 13/200         |
|         | Alianza de la Izquierda Vasemmistoliitto Vänsterförbundet                     | Vas.    | Minja Koskela      | 7,1%           | 11/200         |
|         | Partido Popular Sueco Ruotsalainen kansanpuolue Svenska folkpartiet           | RKP     | Anders Adlercreutz | 4,3%           | 10/200         |
|         | Demócrata Cristianos Kristillisdemokraatit Kristdemokraterna                  | KD      | Sari Essayah       | 4,2%           | 5/200          |
|         | Movimiento Ahora Liike Nyt Rörelse Nu                                         | Liik.   | Hjallis Harkimo    | 2,4%           | 1/200          |